# María Emilia Kamper
María Emilia Kamper es una actriz, coreógrafa y directora teatral colombiana.

## Carrera
Nacida en la ciudad de Bogotá, Kamper empezó a desempeñarse en el teatro y la danza desde su adolescencia. Tras hacer parte de una gran cantidad de producciones teatrales en la década de 1990, la actriz apareció en la televisión colombiana en la popular telenovela de 2003 de RCN Televisión La costeña y el cachaco, donde realizó el papel de Ligia, la secretaria del personaje interpretado por el actor Ernesto Benjumea. Ese mismo año interpretó el papel de Leonor en la miniserie de suspenso Punto de giro. En 2008 apareció en las series de televisión Aquí no hay quien viva y Cómplices, y un año después integró el reparto de la película de Luis Hernán Reina Alborada carmesí. También en 2009 interpretó a Margarita Rosa en la telenovela de Telemundo Victorinos. En 2010 apareció en la telenovela El clon en el papel de Betty Brown. En la actualidad Kamper es la directora de una escuela de formación actoral llamada Proyecto K. Además se ha desempeñado como directora teatral.

## Filmografía

### Televisión
- Buscando a Camila[5] (2018)
- Nadie me quita lo bailao (2018) — Emma
- Sala de urgencias (2015) — Veronica
- El clon (2010) — Dr. Betty Brown
- Victorinos (2009) — Margarita Rosa
- Cómplices (2008) — Fanny
- Aquí no hay quien viva (2009) — Mechas Valverde (Act especial)
- Punto de giro (2003) — Leonor
- La costeña y el cachaco (2003) — Ligia

## Cine
- Alborada carmesí (2009) — Rebeca